# Anthocercis
Anthocercis ist eine im südwestlichen Australien endemische Pflanzengattung aus der Familie der Nachtschattengewächse (Solanaceae). Die Blüten fallen besonders durch die langen, schmalen Kronzipfel auf, von denen sich auch der botanische Gattungsname ableitet.

## Beschreibung

### Vegetative Merkmale
Die Anthocercis-Arten sind Sträucher mit einer Höhe von bis zu drei Metern, selten aber auch nur bis zu 60 cm hoch. Die Pflanzen sind unbehaart oder behaart, gelegentlich filzig. Die Trichome sind einfach und drüsig, verzweigte Trichome sind selten. Die teilweise dicken und ledrigen Laubblätter sind eng elliptisch bis umgekehrt eiförmig, eiförmig oder linear, seltener spatelförmig oder elliptisch. Sie sind aufsitzend oder mit einem Blattstiel von bis zu 3 mm Länge versehen; die Blattspreite variiert zwischen 2 und 80 mm Länge sowie zwischen 0,5 und 35 mm Breite. Der Blattrand ist ganzrandig, fein gezähnt oder fein sägezahnig-gekerbt.

### Blütenstände und Blüten
Die vollentwickelten Blüten stehen in zymösen, traubigen oder rispenförmigen Blütenständen, nur selten stehen sie einzeln. Der fünfteilige, radiärsymmetrische Kelch ist (1,5) 3 bis 8 (15) mm lang, die einzelnen Kelchlappen sind etwas länger oder kürzer als die Kelchröhre. Die Kronblätter sind verschieden gefärbt, hauptsächlich weiß bis cremig-weiß oder gelb bis gelb-grün. Das Innere der Kronröhre ist dunkel violett oder grün gestreift. Die fünfteilige Krone ist komplett oder beinahe radiärsymmetrisch und (7) 12 bis 20 (40) mm lang. Die langen und engen Kronzipfel können sowohl etwas kürzer als auch etwas oder aber deutlich länger als die Kronröhre sein.
Die meist vier Staubblätter stehen nahe der Basis der Kronenröhre alternierend zu den Kronblättern und ragen nicht über die Kronröhre hinaus. Sie treten in zwei verschiedenen Längen innerhalb einer Blüte auf, oder sind jeweils nahezu gleich lang. Gelegentlich tritt ein fünftes, Staminodium genanntes, steriles Staubblatt auf. Die Staubfäden sind unregelmäßig gelappt, die 1 bis 1,5 mm langen Staubbeutel sind zueinander geneigt oder stehen frei. Sie bestehen aus zwei Theken, die entweder frei stehen oder zumindest in der unteren Hälfte voneinander getrennt sind. Sie springen longitudinal mit einem nach außen zeigenden Spalt auf und geben Gruppen von Pollen oder einzelne Pollenkörner frei. Das oberständige Gynoeceum besteht aus zwei verwachsenen Fruchtblättern. Der Fruchtknoten ist zweifächrig. Die Plazentation ist zentralwinkelständig. Es gibt (drei) 10 bis 50 anatrope bis hemianatrope Samenanlagen pro Fach, das heißt die Mikropyle sind um bis zu 180° umgebogen und können fast am Funiculus anliegen. Der Griffel besitzt eine köpfchenförmige oder leicht zweilappige Narbe.

### Früchte und Samen
Die Früchte sind scheidewandspaltig-fachspaltig aufspringende Kapseln. Sie sind birnenförmig oder eng bis breit eiförmig, haben eine Länge von (3) 5 bis 7 (14) mm  und enthalten 4 bis 15, in seltenen Fällen nur einen oder bis zu 100 Samen. Die Kapseln bestehen entweder aus zwei gegabelten oder aus vier zugespitzten Kammern. Die Samen sind (1,4) 1,6 bis 2,3 mm lang, der lange und dünne Embryo liegt beinahe gerade im Endosperm.

### Chromosomenzahl
Die Basischromosomenzahl beträgt {\displaystyle x=9}, wobei die Mehrzahl der Arten tetraploid {\displaystyle (n=36)} ist.

## Vorkommen
Die Gattung ist endemisch in den gemäßigten Gebieten des südwestlichen Australiens, wobei das Verbreitungszentrum in West-Australien liegt und in Süd-Australien nur wenige Arten vorkommen. Die Arten sind an mäßig feuchte bis trockene Böden angepasst.

## Systematik

### Äußere Systematik
Die Gattung Anthocercis wird in der Systematik der Nachtschattengewächse (Solanaceae), vor allem nach phylogenomischen Daten (Vergleich homologer DNA-Sequenzen) heute meist in die Tribus Anthocercideae der Unterfamilie Nicotianoideae eingeordnet Früher waren auch Platzierungen in der Unterfamilie Cestroideae (nach D’Arcy) beziehungsweise in der Unterfamilie Anthocercidoideae (nach Hunziker) erwogen worden. Von allen Bearbeitern werden die gleichen sieben Gattungen mit 31 Arten in die jeweiligen Taxa eingeordnet, die überwiegend in Australien endemisch sind, nur die Art Duboisia myoporoides ist auch in Neukaledonien zu finden.
Sowohl morphologische, phytochemische als auch molekulargenetische Untersuchungen weisen darauf hin, dass die Tribus monophyletisch sind. Einzig die Einordnung der Gattung Symonanthus ist nicht restlos geklärt, sie wird zum Teil nahe der Gattung Tabak (Nicotiana) platziert (Nicotiana bildet die Schwestergruppe der Anthocercideae und bildet mit diesen gemeinsam die Unterfamilie Nicotianoideae). Gemeinsame morphologische Merkmale sind etwa der nach der Blüte nicht weiterwachsende Kelch, die mehr oder weniger radiärsymmetrischen Blüten und die nach außen aufspringenden (extrorsen) Staubbeutel.
Innerhalb der Tribus bildet Anthocercis möglicherweise die Schwestergruppe der anderen Gattungen, mit Ausnahme von Symonanthus, zusammen.

Hauptverbreitungsgebiet der Gattung. (Die Vorkommen in Süd-Australien sind nicht dargestellt.)

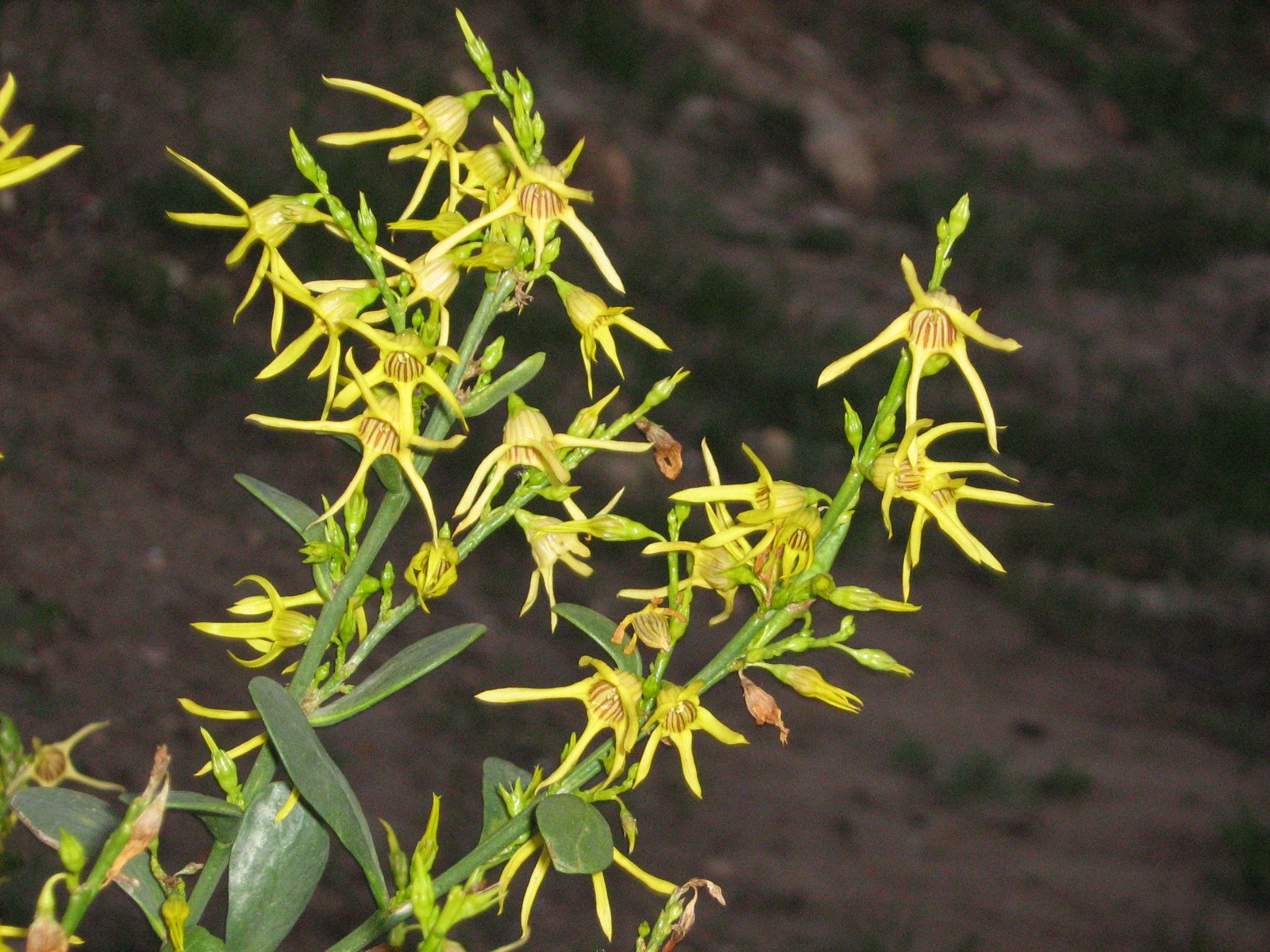
Anthocercis littorea

### Innere Systematik
Innerhalb der Gattung werden zehn Arten unterschieden:
- Anthocercis anisantha Endl.
- Anthocercis angustifolia F.Muell.
- Anthocercis fasciculata F.Muell.
- Anthocercis genistoides Miers
- Anthocercis gracilis Benth.
- Anthocercis ilicifolia Hook.
- Anthocercis intricata F.Muell.
- Anthocercis littorea Labill.
- Anthocercis sylvicola T.Macfarlane & Wardell-Johnson: Sie kommt im südlichen Western Australia vor.[6]
- Anthocercis viscosa R.Br.

## Inhaltsstoffe
In allen Arten der Gattung wurden verschiedene Tropan-Alkaloide nachgewiesen, die in Form von Tigloylestern auftreten. Einige Arten enthalten Hyoscyamin oder Scopolamin und davon abgeleitete Derivate. Das in Anthocercis littorea nachgewiesene Littorin wurde ebenfalls in den Wurzeln von Brugmansia sanguinea gefunden.

## Etymologie
Der Name der Gattung leitet sich aus den griechischen Wörtern άνθος anthos „Blume, Blüte“ und κερκίς kerkis „Weberschiffchen“, ursprünglich für ein schmales Stäbchen, an dem der Einschlagfaden beim Weben befestigt wird, ab und bezieht sich auf die schmalen Kronzipfel.

## Botanische Geschichte
Die Gattung wurde 1806 erstmals durch Jacques Labillardière mit der Art Anthocercis littorea beschrieben, ohne sie einer Familie zuzuordnen. Die erstmalige Zuordnung zu den Nachtschattengewächsen erfolgte 1810 durch Robert Brown, der gleichzeitig weitere Arten und die Gattung Duboisia beschrieb. 1838 ordnete George Don beide Gattungen in die Tribus Anthocercideae innerhalb der Nachtschattengewächse (Solanaceae) ein. Da die Gattungen Anthocercis und Duboisia vier Staubblätter in zwei unterschiedlichen Längen ausbilden, wurden sie unter anderem durch zwei Arbeiten aus den Jahren 1846 und 1869 von George Bentham den Braunwurzgewächsen (Scrophulariaceae) zugeordnet, die Gattung Anthotroche platzierte er weiterhin bei den Nachtschattengewächsen.
John Miers schlug 1849 eine Familie Atropaceae vor, die in einer Tribus Duboiseae neben Anthocercis und Duboisia weiterhin die Gattung Anthotroche enthielt. Diese Familie sah er zwischen den Nachtschattengewächsen und den Braunwurzgewächsen und gab an, dass sie gegebenenfalls einer der beiden Familien als Unterfamilie Atropineae unterzuordnen wäre. In der Systematik der Nachtschattengewächse, die 1891 durch Richard Wettstein aufgestellt wurde, sind die Gattungen Anthocercis, Duboisia und Anthotroche wieder den Nachtschattengewächsen, jedoch dort der Tribus Salpiglossideae zugeordnet. Charles Baehni fügte die Anthocercis 1946 wieder der Tribus Anthocercideae zu, ordnete der Gattung aber auch vier Arten zu, die sich später als nicht verwandt erwiesen. Die umfangreichsten taxonomischen Untersuchungen der neueren Zeit stammen von Laurence Haegi, der 1981 auch die verwandten Gattungen Crenidium und Grammosolen beschrieb.

## Gefährdung
Entsprechend dem australischen „Environment Protection and Biodiversity Conservation Act“ aus dem Jahre 1999 gilt die Art Anthocercis gracilis als „gefährdet“ (vulnerable). In der Roten Liste gefährdeter Arten der IUCN werden momentan (Stand 2016) keine Arten der Gattung geführt.